# Amalie Arena
Amalie Arena (tidligere kendt som Ice Palace, St. Pete Times Forum, Tampa Bay Times Forum) er en sportsarena i Tampa i Florida, USA, der er hjemmebane for NHL-holdet Tampa Bay Lightning. Arenaen har plads til ca. 20.500 tilskuere, og blev indviet 20. oktober 1996.